# Quake engine
Quake engine é o motor de jogo desenvolvido para o jogo Quake, de 1996, programado pela id Software. Sua principal característica à época foi sua renderização de gráficos tridimensionais em tempo-real. Em 1999 a id Software liberou o código-fonte do motor Quake sob a GPL. 
Após esse lançamento surgiram alguns forks, que além de estender as funcionalidades do motor possibilitaram versões dos jogos que o utilizam em diversos outros sistemas operacionais. Os motores utilizados nos jogos seguintes, Quake II e Quake III Arena, mantiveram algumas das idéias implementadas. Assim como seu antecessor Doom engine, o Quake engine usa o particionamento binário de espaço (BSP na sigla em inglês). Além disso o Quake engine usa gouraud shading para objetos móveis e um mapa de luzes (lightmap) estático para objetos imóveis.  

## História

Árvore genealógica do Quake engine

O Quake engine foi desenvolvido a partir de 1995 para o jogo Quake, lançado em Junho de 1996. John Carmack realizou a maior parte da programação do motor, com ajuda de Michael Abrash nos algoritmos e otimização em Assembly. Foi mais tarde expandida nos motores id Tech 2 e id Tech 3. 

### Jogos que utilizam a Quake engine
- Quake (1996) – id Software
- HeXen II (1997) – Raven Software
- SiN (1998) - Ritual Entertainment
- Half-Life (1998) - Valve Software (seu motor GoldSrc, é uma versão radicalmente alterada do Quake engine) [4] [5]
- Daikatana (2000) - Ion Storm (inicialmente desenvolvido com o Quake engine, foi lançado com o id Tech 2/Quake II engine)
- Laser Arena (2000) – Trainwreck Studios
- CIA Operative: Solo Missions (2001) – Trainwreck Studios
- Urban Mercenary (2001) – Moshpit Entertainment
- Medal of Honor: Pacific Assault (2002) – EA Games

## Motores e jogos derivados
Em 21 de dezembro de 1999 o código-fonte do Quake engine foi lançado na Internet sob os termos da GPL, permitindo que qualquer programador pudesse editar o motor e adicionar novos recursos. Logo, novas versões foram lançadas na internet, alguns ainda deram origem a novos jogos. Entre alguns dos mais famosos estão:  
- DarkPlaces – Motor modificado que acrescenta iluminação e sombreamento em tempo real, suporte ao formato BSP de Quake III, suporte ao formato ogg, um novo renderizador e outros recursos.
  - Nexuiz (2005) - jogo da Alientrap Software
- Tenebrae - O primeiro motor derivado a apresentar iluminação e sombreamento em tempo real.
- Telejano – Modificação que acrescenta novos recursos e efeitos de partículas.
  - Silver Wings (2005) – jogo da Bampusht!